# Yosuke Ideguchi
Yosuke Ideguchi (Prefectura de Fukuoka, 23 d'agost de 1996) és un futbolista japonès.

## Selecció japonesa
Va formar part de l'equip olímpic japonès als Jocs Olímpics d'estiu de 2016.